# Melnitsa (Tchachka)
Pour les articles homonymes, voir Melnitsa (homonymie).
Melnitsa (en macédonien Мелница) est un village du centre de la Macédoine du Nord, situé dans la municipalité de Tchachka. Le village comptait 743 habitants en 2002.

## Démographie
Lors du recensement de 2002, le village comptait :
- Turcs : 398
- Macédoniens : 304
- Albanais : 14
- Bosniaques : 14
- Valaques : 1
- Autres : 32